# Xerraire bigarrat
El xerraire bigarrat (Turdoides hypoleuca) és un ocell de la família dels leiotríquids (Leiothrichidae).

## Hàbitat i distribució
Habita garrigues i clars del bosc a les terres altes del centre de Kenya, cap al nord fins al Mont Kenya, i nord-est de Tanzània.